# Hylophilus hypoxanthus
Hylophilus hypoxanthus là một loài chim trong họ Vireonidae.